# Веначи (Вашингтон)
Веначи (енгл. Wenatchee) град је у америчкој савезној држави Вашингтон. По попису становништва из 2010. у њему је живело 31.925 становника.

## Демографија
Према попису становништва из 2010. у граду је живело 31.925 становника, што је 4.069 (14,6%) становника више него 2000. године.
| Група             | 2000.          | 2010.          |
| Белци             | 20.815 (74,7%) | 21.198 (66,4%) |
| Афроамериканци    | 109 (0,4%)     | 142 (0,4%)     |
| Азијати           | 264 (0,9%)     | 350 (1,1%)     |
| Хиспаноамериканци | 5.996 (21,5%)  | 9.388 (29,4%)  |
| Укупно            | 27.856         | 31.925         |